# Marathon-See
Der Marathon-See (griechisch Λίμνη Μαραθώνος Limni Marathónos auch Limni Marathóna Λίμνη Μαραθώνα) ist ein Stausee in der Nähe der griechischen Stadt Marathon in Attika, unweit der Hauptstadt Athen. Im See werden hauptsächlich die Wasserläufe Charadros und Varnavas aufgestaut und vor allem zur Wasserversorgung der Metropole Athen verwendet.

## Das Wasser im See
Auf Höhe des Wasserüberlaufs des Staudamms hat der See eine Fläche von 2,45 Quadratkilometern, seine maximale Tiefe beträgt 54 Meter. Bei einer durchschnittlichen Regenmenge von 580 Millimetern pro Jahr fließen jährlich 14,4 Millionen Kubikmeter aus einem Einzugsgebiet von 118 Quadratkilometern aus dem See. Das maximale Speichervolumen beträgt 41 Millionen Kubikmeter. Durch den Überlauf können 520 Kubikmeter Wasser pro Sekunde abfließen.

## Die Staumauer
Die Gewichtsstaumauer des Marathon-Sees besteht aus Beton und ist als einzige ihrer Art weltweit mit pentelischem Marmor verkleidet, einer Gesteinssorte, die auch beim Bau des Parthenon und anderer Bauwerke auf der Akropolis in Athen verwendet wurde. Ihre Höhe beträgt vom Fuß bis zur Krone 54 Meter. Am Fuß ist sie 28 Meter breit und an der Krone 4,5 Meter. Über die Krone führt eine Autostraße, die aber nur in einer Richtung befahren werden kann. Der Verkehr durch den Engpass wird mit einer Ampelanlage geregelt.
Unterhalb der Staumauer wurde eine Nachbildung des Schatzhaus der Athener in Delphi errichtet, die über einen Fußweg an der Südseite des Staudamms erreicht werden kann.

## Baugeschichte
Nach dem Griechisch-Türkischen Krieg (1919–1922) mussten viele griechischstämmige Bewohner Kleinasiens ihre Heimat verlassen und wanderten nach Griechenland aus. Besonders um Athen herum nahm die Bevölkerung stark zu und demzufolge auch der Bedarf an Wasser. So wurde von einem amerikanischen Unternehmen in den Jahren 1926 bis 1929 der Stausee bei Marathon errichtet, der von seiner Inbetriebnahme im Jahre 1931 bis 1959 die Hauptlast der Wasserversorgung Athens tragen sollte. Ab 1959 wurde weiteres Wasser vom Yliki-See in Böotien herangeführt, ab 1981 vom Mornos-Stausee aus dem mittelgriechischen Fokida.